# Écueillé
Écueillé település Franciaországban, Indre megyében. Lakosainak száma 1189 fő (2022. január 1.). Écueillé Heugnes, Jeu-Maloches, Luçay-le-Mâle, Préaux, Nouans-les-Fontaines és Villedômain községekkel határos.

## Népesség
A település népességének változása:
| Lakosok száma | 1689 | 1726 | 1548 | 1343 | 1292 | 1286 | 1261 | 1216 | 1202 | 1189 |
|               | 1968 | 1982 | 1990 | 2006 | 2013 | 2015 | 2017 | 2019 | 2020 | 2022 |